# Grease (banda sonora)
Grease  es la banda sonora original de la película Grease de 1978. Fue lanzado originalmente por RSO Records y posteriormente reeditado por Polydor Records en 1984 y 1991. La canción "You're the One That I Want" fue el número 1 de los Estados Unidos y el Reino Unido para las estrellas John Travolta y Olivia Newton-John. Ha vendido aproximadamente 22 millones de copias en todo el mundo, lo que lo convierte en uno de los álbumes más vendidos de todos los tiempos, y también se encuentra entre los álbumes de bandas sonoras más vendidos de todos los tiempos.
Además de los intérpretes John Travolta y Olivia Newton-John, el álbum también presentó canciones del grupo de rock n roll Sha Na Na, así como la exitosa canción "Grease", una canción escrita por Barry Gibb (de los Bee Gees) y cantada por Frankie Valli (de The Four Seasons) que fue un número uno adicional de Estados Unidos.

## Canciones

### Lado uno
| N.º | Título                       | Intérprete                         | Duración |  |
| 1.  | «Grease»                     | Frankie Valli                      | 3:24     |  |
| 2.  | «Summer Nights»              | John Travolta y Olivia Newton-John | 3:35     |  |
| 3.  | «Hopelessly Devoted to You»  | Olivia Newton-John                 | 3:04     |  |
| 4.  | «You're the One That I Want» | John Travolta y Olivia Newton-John | 2:48     |  |
| 5.  | «Sandy»                      | John Travolta                      | 2:31     |  |

### Lado dos
| N.º | Título                                     | Intérprete                                                  | Duración |  |
| 6.  | «Beauty School Dropout»                    | Frankie Avalon                                              | 3:59     |  |
| 7.  | «Look at Me, I'm Sandra Dee»               | Stockard Channing, Didi Conn, Dinah Manoff y Jamie Donnelly | 1:40     |  |
| 8.  | «Greased Lightnin'»                        | John Travolta, Jeff Conaway                                 | 3:13     |  |
| 9.  | «It's Raining on Prom Night»               | Cindy Bullens                                               | 2:51     |  |
| 10. | «Alone at a Drive-In Movie» (Instrumental) | Instrumental                                                | 2:24     |  |
| 11. | «Blue Moon»                                | Sha-Na-Na                                                   | 2:18     |  |

### Lado tres
| N.º | Título                         | Intérprete                      | Duración |  |
| 12. | «Rock n' Roll Is Here to Stay» | Sha Na Na                       | 2:03     |  |
| 13. | «Those Magic Changes»          | Sha Na Na                       | 2:18     |  |
| 14. | «Hound Dog»                    | Sha Na Na                       | 1:24     |  |
| 15. | «Born to Hand Jive»            | Sha Na Na                       | 4:37     |  |
| 16. | «Tears on My Pillow»           | Sha Na Na                       | 2:02     |  |
| 17. | «Mooning»                      | Louis St. Louis y Cidny Bullens | 2:15     |  |

### Lado cuatro
| N.º | Título                                           | Intérprete                         | Duración |  |
| 18. | «Freddy, My Love»                                | Cindy Bullens                      | 2:48     |  |
| 19. | «Rock n' Roll Party Queen»                       | Louis St. Louis                    | 2:11     |  |
| 20. | «There Are Worse Things I Could Do»              | Stockard Channing                  | 2:22     |  |
| 21. | «Look at Me, I'm Sandra Dee (Reprise)»           | Olivia Newton-John                 | 1:40     |  |
| 22. | «We Go Together»                                 | John Travolta y Olivia Newton-John | 3:00     |  |
| 23. | «Love Is a Many Splendored Thing (Instrumental)» | Orchestral                         | 1:23     |  |
| 24. | «Grease (Reprise)»                               | Frankie Valli                      | 3:24     |  |

## Personal

### Vocalistas
- Olivia Newton-John – voz
- John Travolta – voz
- Stockard Channing – voz ("Look At Me, I'm Sandra Dee", "There Are Worse Things I Could Do")
- Frankie Valli – voz ("Grease")
- Barry Gibb – voz ("Grease")
- Frankie Avalon - voz ("Beauty School Drop Out")
- Voz de respaldo: Curt Becher, Paulette K. Brown, Cindy Bullens, Beau Charles, Carol Chase, Kerry Chater, Loren Farber, John Farrar, Venetta Fields, Gerald Garrett, Jimmy Gilstrap, Mitch Gordon, Jim Haas, Patty Henderson, Ron Hicklin, Diana Lee, John Lehman, Maxayn Lewis, Melissa MacKay, Myrna Matthews, Marti McCall, Gene Merlino, Gene Morford, Lisa Roberts, Sally Stevens, Zedrick Turnbough, Jackie Ward, M. Ann White, Jerry Whitman

### Músicos adicionales
- Batería: Ollie E. Brown, Carlos Vega, Cubby O'Brien, Ron Ziegler
- Bajos: Mike Porcaro, David Hungate, Max Bennett, David Allen Ryan, Wm. J. Bodine, Dean Cortez, Harold Cowart
- Guitarras: John Farrar, Tim May ("Born to Hand Jive"), Jay Graydon, Lee Ritenour, Dan Sawyer, Bob Rose, Dennis Budimir, Tommy Tedesco, Cliff Morris, Joey Murcia, Peter Frampton ("Grease"), George Terry ("Grease")
- Teclados: Louis St. Louis, Greg Mathieson, Michael Lang, Lincoln Mayorga, Thomas Garvin, Ben Lanzarone, George Bitzer
- Saxofón: Ray Pizzi ("We Go Together" & "Greased Lightnin'"), Ernie Watts ("There Are Worse Things I Could Do" and "Alone at a Drive-In Movie"), Jerome Richardson, John Kelson, Jr.
- Trumpetas: Albert Aarons, Robert Bryant
- Trombones: Lloyd Ulyate
- Percusión: Eddie "Bongo" Brown, Larry Bunker, Victor Feldman, Antoine Dearborn
- Arpa: Dorothy Remsen, Gayle Levant
- Primer violin James Getzoff
- Contratador: Carl Fortina
- Copista: Bob Borenstein

### Producción
- Arreglos por: John Farrar, Michael Gibson, Louis St. Louis excepto "Grease".
- Cuerdas en "Summer Nights" arranglos por Ben Lanzarone
- Trompetas y cuerdas en "Greased Lightnin'" y "Born to Hand Jive" arreglos por Michael Melvoin
- Karl Richardson – engineer ("Grease")
- Grabación: Filmways/Wally Heider Recording Studios, Hollywood
United Western Studios, Hollywood
Hollywood Sound Recorders, Hollywood
- Ingeniero de sonido: David J. Holman, Jay Lewis, EirBilly Joel Wangberg, Michael Carneval, Karl Richardson ("Grease")
- Mezcla y remezcla por David J. Holman at Filmways/Wally Heider Recording Studios, Hollywood [Except "Grease"]
- Producción por: Louis St. Louis y John Farrar; Barry Gibb, Albhy Galuten y Karl Richardson ("Grease")
- Masterizado desde A&M Records by Bernie Grundman
- Dirección artística: Glenn Ross
- Diseño: Tim Bryant/George Corsillo
- Fotografía: Alan Pappe/Lee Gross Assoc., Inc.
- Background photos: Ron Slenzak